# Hurtigheim
Hurtigheim [(ʔ)yrtikaɪm] est une commune française située dans la circonscription administrative du Bas-Rhin et, depuis le 1er janvier 2021, dans le territoire de la Collectivité européenne d'Alsace, en région Grand Est.
Cette commune se trouve dans la région historique et culturelle d'Alsace.

## Géographie
Hutigheim est située à 13 km au nord-ouest de Strasbourg. Elle est traversée par une ancienne voie romaine allant de Strasbourg à Saverne, aujourd'hui nommée « route des Romains ».
| Quatzenheim | Wiwersheim | Stutzheim-Offenheim |
|             | Hurtigheim | Oberschaeffolsheim  |
| Furdenheim  | Ittenheim  |                     |

### Hydrographie
La commune est dans le bassin versant du Rhin au sein du bassin Rhin-Meuse. Elle est drainée par la Souffel et le ruisseau de Musau,.
La Souffel, d'une longueur de 25 km, prend sa source dans la commune de Kuttolsheim et se jette  dans l'Ill à Strasbourg, après avoir traversé 18 communes. 

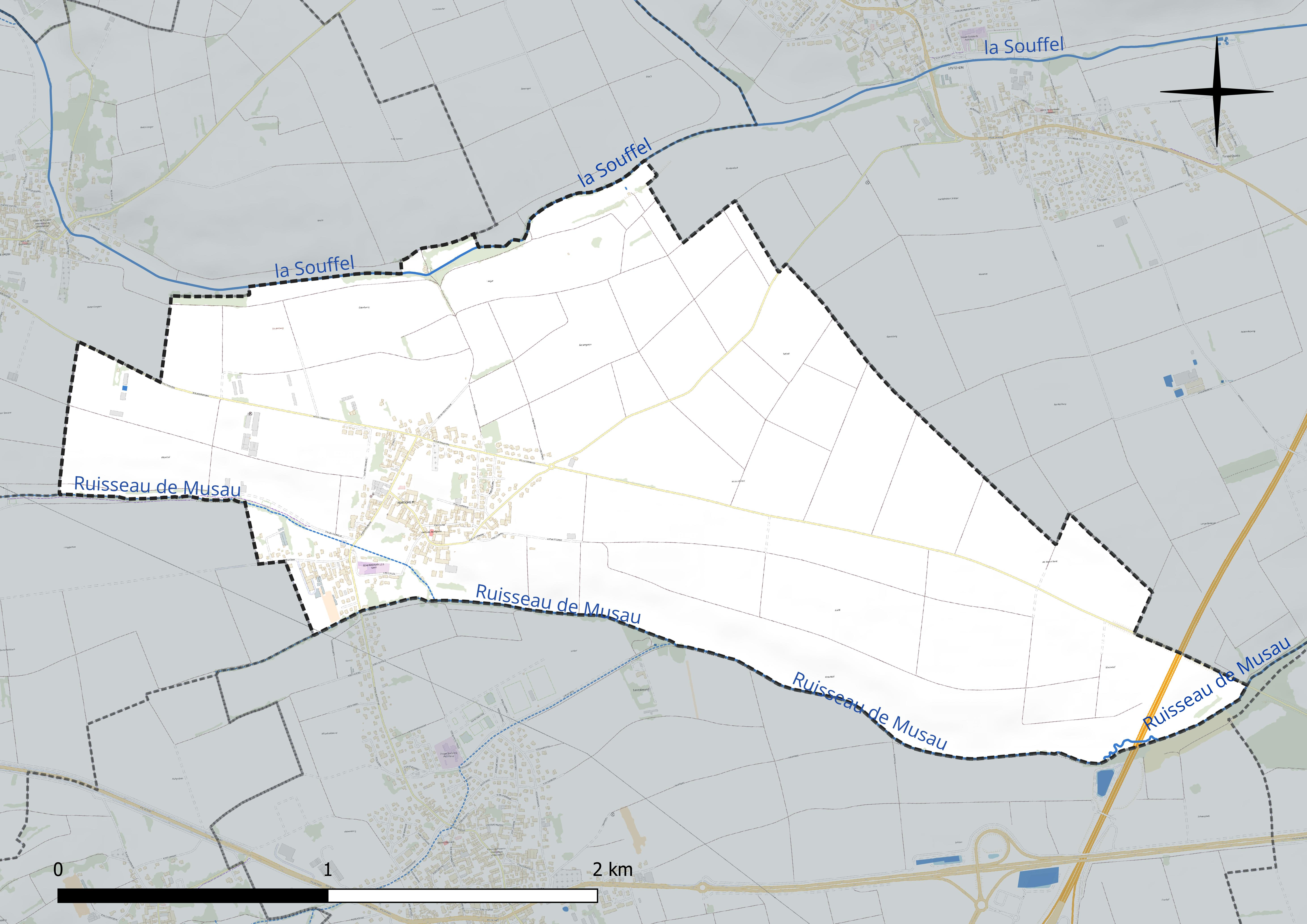
Réseau hydrographique de Hurtigheim.

Le ruisseau de Musau, d'une longueur de 13 km, prend sa source dans la commune de Fessenheim-le-Bas et se jette  dans le Souffel à Dingsheim, après avoir traversé dix communes. 

### Climat
Pour des articles plus généraux, voir Climat du Grand Est et Climat du Bas-Rhin.
En 2010, le climat de la commune est de type climat des marges montargnardes, selon une étude du Centre national de la recherche scientifique s'appuyant sur une série de données couvrant la période 1971-2000. En 2020, Météo-France publie une typologie des climats de la France métropolitaine dans laquelle la commune est exposée à un climat semi-continental et est dans une zone de transition entre les régions climatiques « Vosges » et « Alsace ». 
Pour la période 1971-2000, la température annuelle moyenne est de 10,5 °C, avec une amplitude thermique annuelle de 17,8 °C. Le cumul annuel moyen de précipitations est de 622 mm, avec 7,6 jours de précipitations en janvier et 10,1 jours en juillet. Pour la période 1991-2020, la température moyenne annuelle observée sur la station météorologique de Météo-France la plus proche, « Strasbourg-Entzheim », sur la commune d'Entzheim à 10 km à vol d'oiseau, est de 11,4 °C et le cumul annuel moyen de précipitations est de 635,7 mm. 
La température maximale relevée sur cette station est de 38,9 °C, atteinte le 25 juillet 2019 ; la température minimale est de −23,6 °C, atteinte le 23 janvier 1942,,. 
Les paramètres climatiques de la commune ont été estimés pour le milieu du siècle (2041-2070) selon différents scénarios d'émission de gaz à effet de serre à partir des nouvelles projections climatiques de référence DRIAS-2020. Ils sont consultables sur un site dédié publié par Météo-France en novembre 2022.

## Urbanisme

### Typologie
Au 1er janvier 2024, Hurtigheim est catégorisée bourg rural, selon la nouvelle grille communale de densité à sept niveaux définie par l'Insee en 2022.
Elle appartient à l'unité urbaine d'Ittenheim, une agglomération intra-départementale regroupant trois  communes, dont elle est une commune de la banlieue,,. Par ailleurs la commune fait partie de l'aire d'attraction de Strasbourg (partie française), dont elle est une commune de la couronne,. Cette aire, qui regroupe 268 communes, est catégorisée dans les aires de 700 000 habitants ou plus (hors Paris),.

### Occupation des sols
L'occupation des sols de la commune, telle qu'elle ressort de la base de données européenne d’occupation biophysique des sols Corine Land Cover (CLC), est marquée par l'importance des territoires agricoles (91,7 % en 2018), en diminution par rapport à 1990 (93 %). La répartition détaillée en 2018 est la suivante : 
terres arables (91,7 %), zones urbanisées (8,3 %), zones agricoles hétérogènes (0,1 %). L'évolution de l’occupation des sols de la commune et de ses infrastructures peut être observée sur les différentes représentations cartographiques du territoire : la carte de Cassini (XVIIIe siècle), la carte d'état-major (1820-1866) et les cartes ou photos aériennes de l'IGN pour la période actuelle (1950 à aujourd'hui).

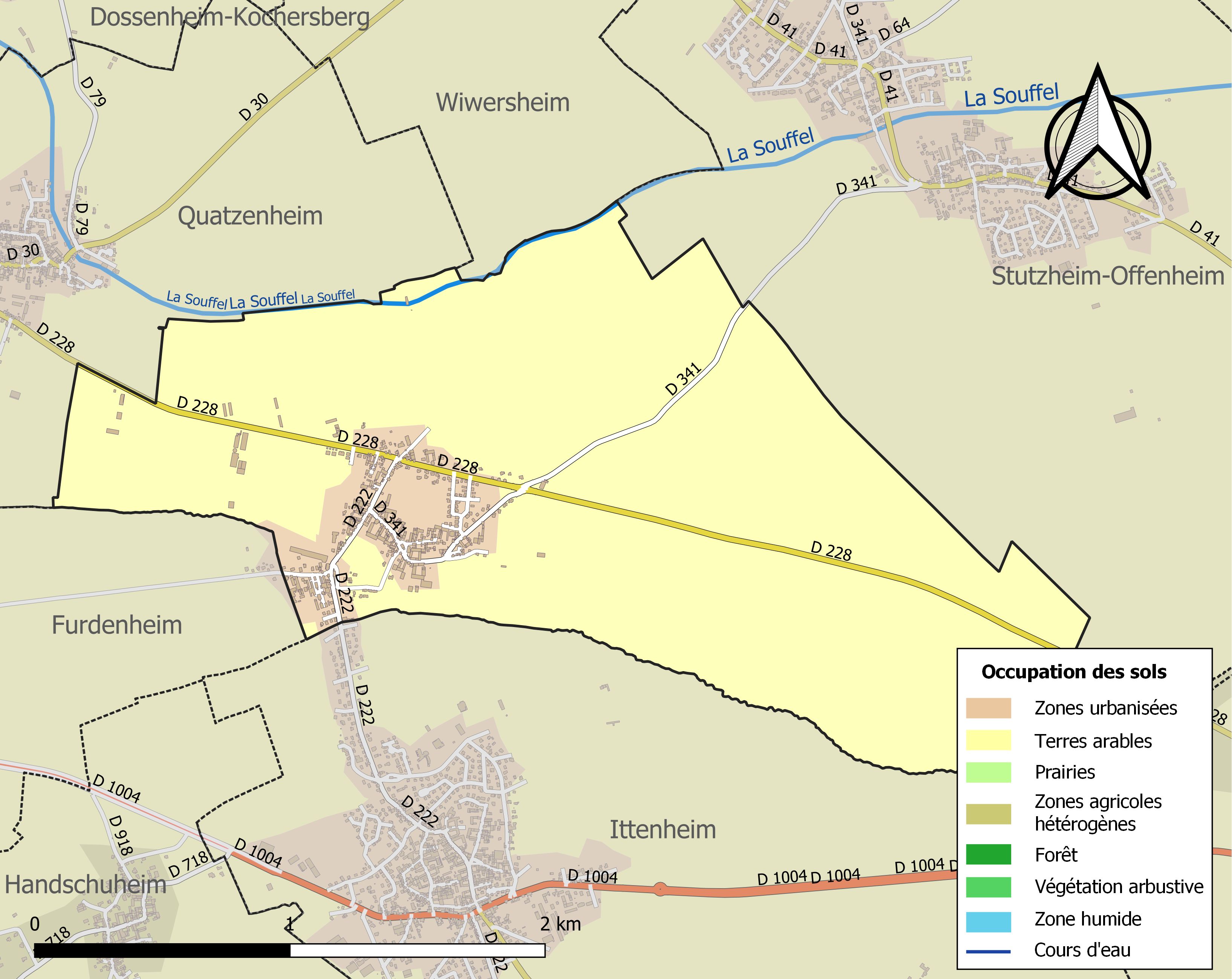
Carte des infrastructures et de l'occupation des sols de la commune en 2018 (CLC).

## Histoire

### Héraldique
| Blason de Hurtigheim | Blason  | De gueules à la bande dentelée d'or accompagnée de deux étoiles de huit rais du même. |
| Blason de Hurtigheim | Détails |                                                                                       |

## Politique et administration

### Budget et fiscalité 2014
En 2014, le budget de la commune était constitué ainsi :
- total des produits de fonctionnement : 452 000 €, soit 745 € par habitant ;
- total des charges de fonctionnement : 349 000 €, soit 602 € par habitant ;
- total des ressources d'investissement : 511 000 €, soit 881 € par habitant ;
- total des emplois d'investissement : 173 000 €, soit 298 € par habitant ;
- endettement : 395 000 €, soit 681 € par habitant.

Avec les taux de fiscalité suivants :
- taxe d'habitation : 11,44 % ;
- taxe foncière sur les propriétés bâties : 11,85 % ;
- taxe foncière sur les propriétés non bâties : 43,50 % ;
- taxe additionnelle à la taxe foncière sur les propriétés non bâties : 0, % ;
- cotisation foncière des entreprises : 0 %.

### Liste des maires
| Période                                  | Période                   | Identité                                          | Étiquette | Qualité     |
| ---------------------------------------- | ------------------------- | ------------------------------------------------- | --------- | ----------- |
|                                          | 1940                      | Jean-Jacques Urban                                | AD        | Sénateur    |
| mai 1953                                 | mars 1977                 | Thiebault Jung                                    |           | Agriculteur |
| mars 1977                                | mars 2001                 | Ernest Jung                                       |           | Agriculteur |
| mars 2001                                | mars 2008                 | Alfred Forrler                                    |           | Agriculteur |
| mars 2008                                | En cours (au 31 mai 2020) | Jean-Jacques Ruch, Réélu pour le mandat 2020-2026 |           | Retraité    |
| Les données manquantes sont à compléter. |                           |                                                   |           |             |

## Démographie
L'évolution du nombre d'habitants est connue à travers les recensements de la population effectués dans la commune depuis 1793. Pour les communes de moins de 10 000 habitants, une enquête de recensement portant sur toute la population est réalisée tous les cinq ans, les populations de référence des années intermédiaires étant quant à elles estimées par interpolation ou extrapolation. Pour la commune, le premier recensement exhaustif entrant dans le cadre du nouveau dispositif a été réalisé en 2008.

En 2022, la commune comptait 1 002 habitants, en évolution de +34,5 % par rapport à 2016 (Bas-Rhin : +3,17 %, France hors Mayotte : +2,11 %).
| 1793 | 1800 | 1806 | 1821 | 1831 | 1836 | 1841 | 1846 | 1851 |
| ---- | ---- | ---- | ---- | ---- | ---- | ---- | ---- | ---- |
| 305  | 284  | 310  | 376  | 419  | 451  | 438  | 436  | 418  |

| 1856 | 1861 | 1866 | 1871 | 1875 | 1880 | 1885 | 1890 | 1895 |
| ---- | ---- | ---- | ---- | ---- | ---- | ---- | ---- | ---- |
| 412  | 433  | 435  | 459  | 442  | 443  | 434  | 450  | 447  |

| 1900 | 1905 | 1910 | 1921 | 1926 | 1931 | 1936 | 1946 | 1954 |
| ---- | ---- | ---- | ---- | ---- | ---- | ---- | ---- | ---- |
| 412  | 467  | 443  | 414  | 447  | 458  | 501  | 431  | 413  |

| 1962 | 1968 | 1975 | 1982 | 1990 | 1999 | 2006 | 2008 | 2013 |
| ---- | ---- | ---- | ---- | ---- | ---- | ---- | ---- | ---- |
| 412  | 405  | 394  | 373  | 367  | 450  | 496  | 509  | 576  |

| 2018 | 2022  | - | - | - | - | - | - | - |
| ---- | ----- | - | - | - | - | - | - | - |
| 923  | 1 002 | - | - | - | - | - | - | - |

## Lieux et monuments
- Église protestante[25],[26] et son orgue[27].
- Moulin à farine, puis ferme[28].

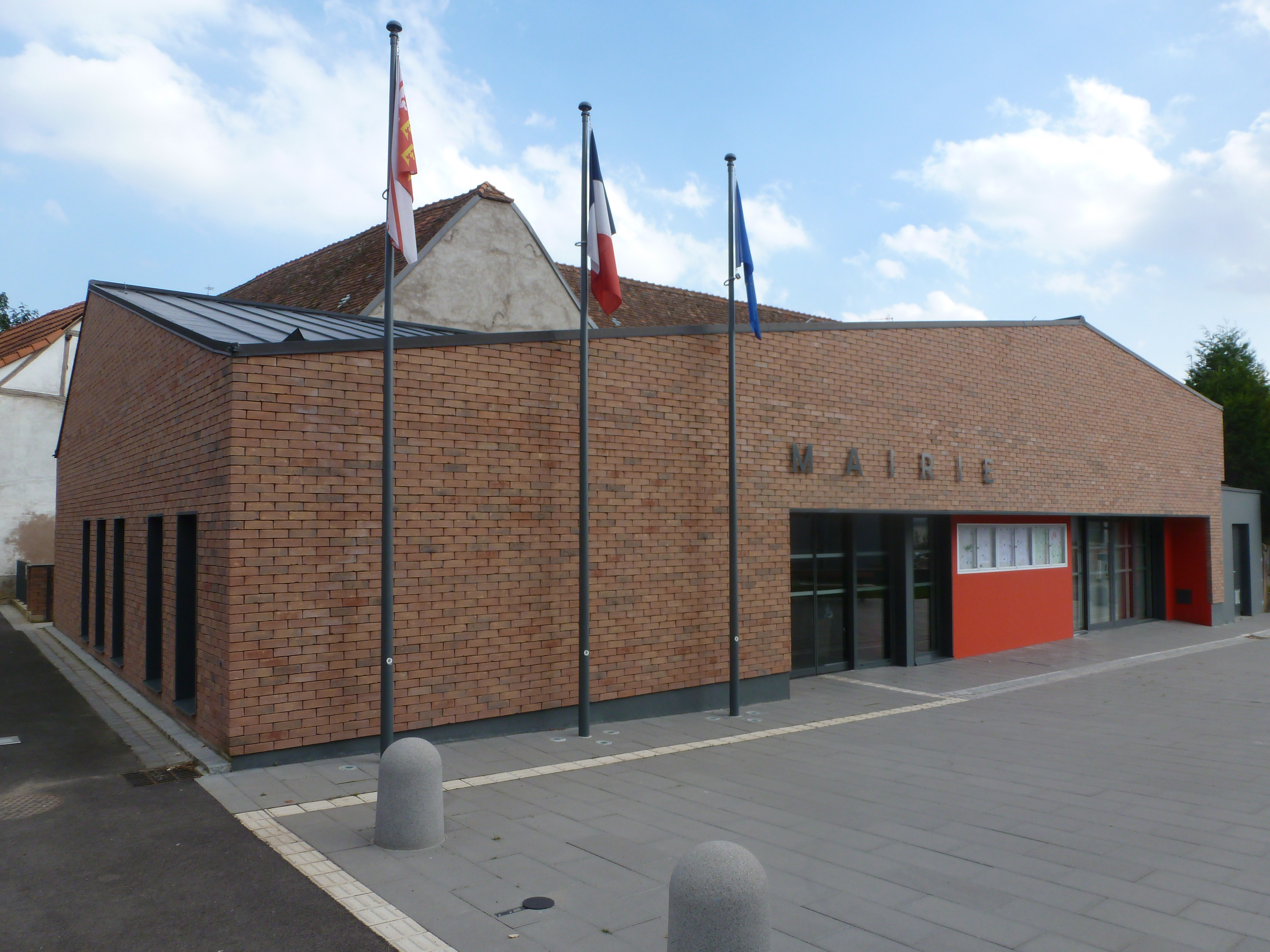
Mairie.
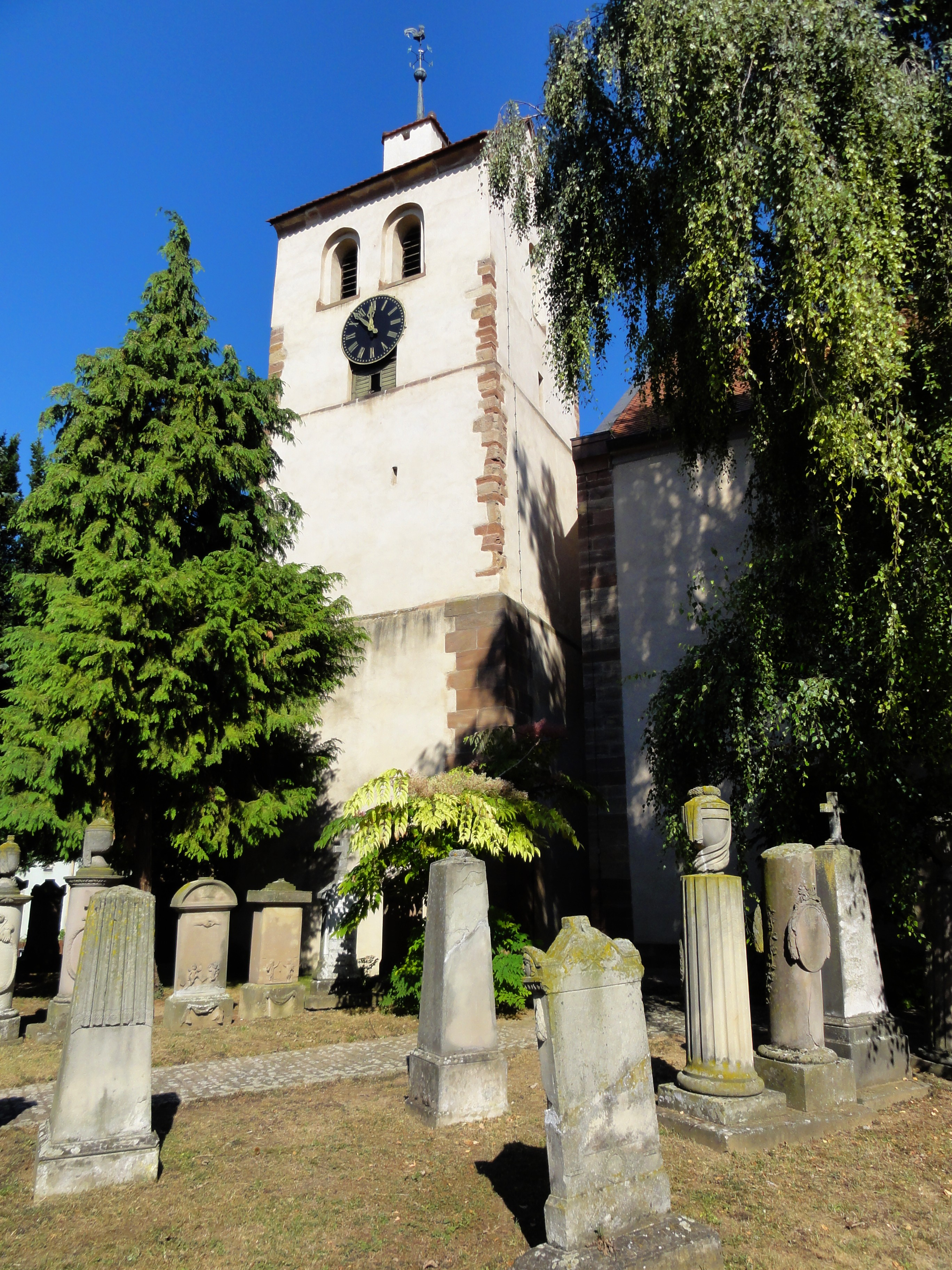
Église protestante (1717-1863).
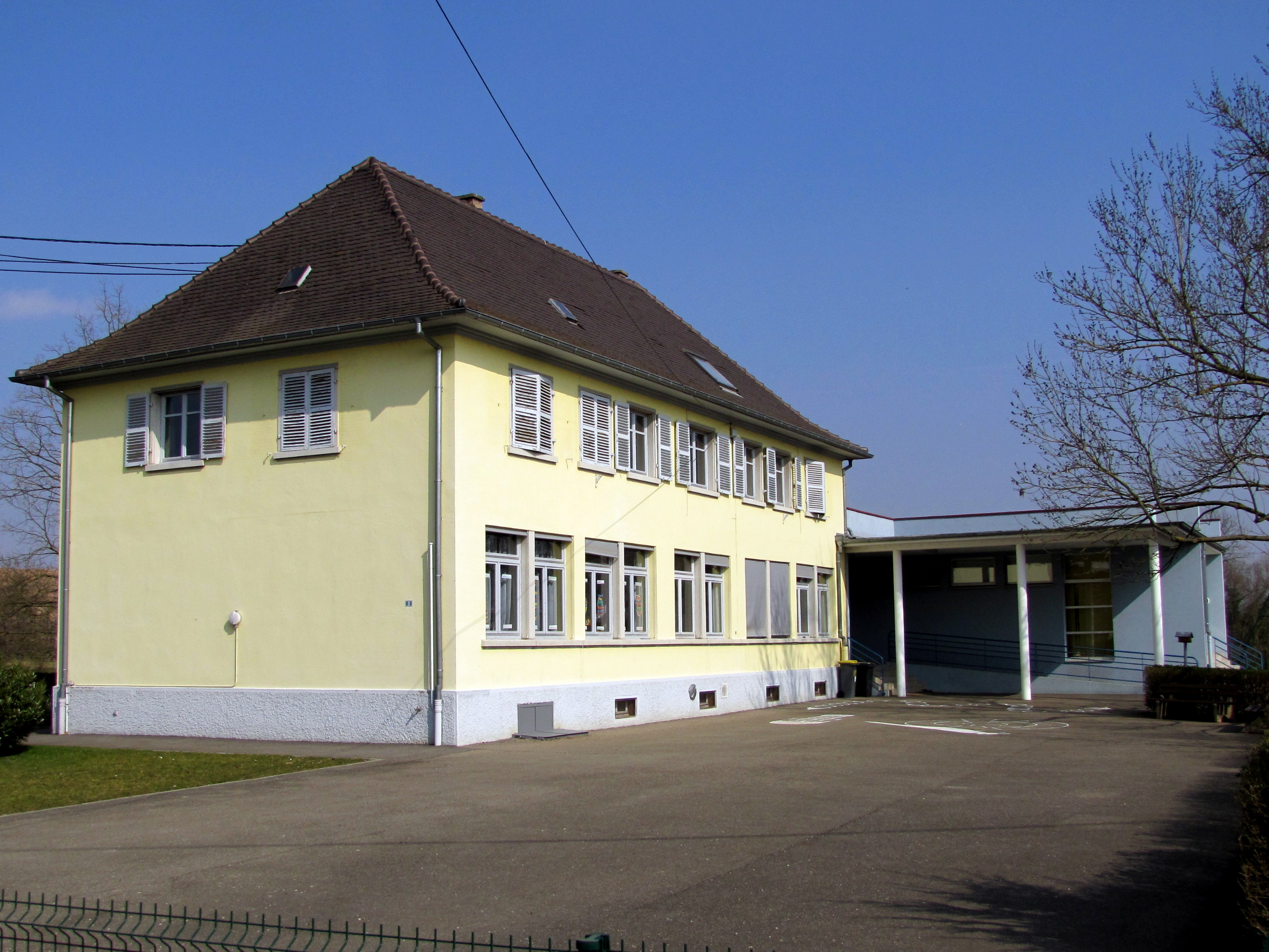
École primaire.
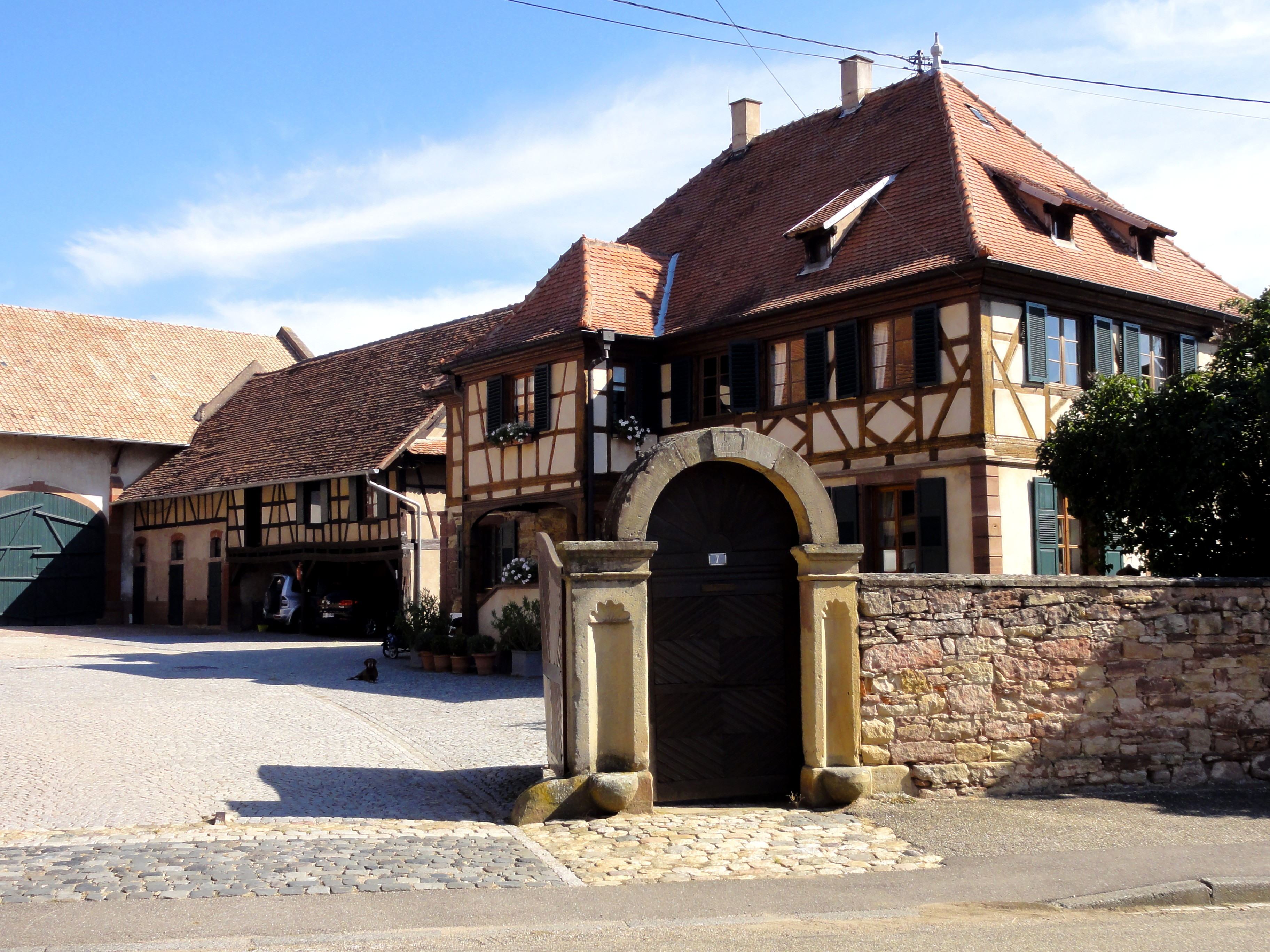
Ferme, 7 rue Principale.

## Personnalités liées à la commune
- Jean North, né à Hurtigheim.